# Theodor Andreas Hirth
Theodor Andreas Hirth (født 14. marts 1862 i København, død 5. september 1925) var en dansk arkitekt der især beskæftigede sig med trækonstruktioner. Han er mest kendt for at havde tegnet Zootårnet i København Zoo.
Hirth gennemgik Teknisk Skole i København og blev uddannet i Murerhåndværket. Derefter var han  elev på Kunstakademiet, hvorfra han fik afgangsbevis 1889. Efter at have assisteret Martin Nyrop 1886—1888 med konstruktionerne til udstillingsbygningerne i København 1888 og udført beregningerne hertil. Theodor Andreas Hirths hade egen tegnestue fra 1897 og beskæftigede sig med bygningskonstruktioner især med trækonstruktioner. Han udført konstruktionerne til Københavns Rådhus og Glyptoteket samt udstillingsbygningerne ved Landsudstillingen i Aarhus 1909. Han tegnede flere fabriksanlæg bland andet Maribo Sukkerfabrik og Malmö Stora Walsqvärn i Malmö. 
Han var lærer i statik ved Teknisk Skole fra 1889 til sin død. Han var formand for lærerforeningen ved Teknisk Skole 1914-1924. Han var Arkitektforenings delegerede ved ingeniørkongresser og i forsknings udvalg af teknisk art. Han var også vurderingsmand til ejendomsskyld fra 1916.
Theodor Andreas Hirths forældre var Jacob Hirth og Henriette Halberg. Han blev 1897 gift med Laura Margretha Christina Nielsen, født 7. maj 1870 i Assertorp, Sverige.